# Эль-Байда (мухафаза)
Эль-Байда (араб.  البيضاء‎) — одна из 21 мухафазы Йемена.

## География
Расположена на западе центральной части страны. Граничит с мухафазами: Шабва (на востоке), Абьян и Лахдж (на юге), Эль-Дали и Ибб (на юго-западе), Дамар (на западе), Сана (на северо-западе) и Мариб (на севере).
Площадь составляет 11 193 км². Административный центр — город Эль-Байда.

## Население
По данным на 2013 год численность населения составляет 671 016 человек.
Динамика численности населения мухафазы по годам:
| 1988    | 1994    | 2004    | 2013    |
| ------- | ------- | ------- | ------- |
| 295 400 | 454 608 | 571 578 | 671 016 |